# نلسون (جورجیا)
نلسون، جورجیا (به انگلیسی: Nelson, Georgia) یک شهر در ایالات متحده آمریکا با جمعیت ۱٬۳۱۴ نفر است که در جورجیا واقع شده‌است.

## موقعیت جغرافیایی
موقعیت جغرافیایی شهرها و مناطق اطراف به شرح زیر است: